# Ernest Courtot de Cissey
Ernest Louis Octave Courtot de Cissey (12 de septiembre de 1810 - 15 de junio de 1882) fue un general francés, y primer ministro de Francia durante un año.

## Biografía
Nació en París, estudió en la Academia militar nacional, y después de pasar por la Escuela Especial Militar de Saint-Cyr, entró al ejército en 1832, convirtiéndose en capitán en 1839. Entró al servicio activo en Argelia, convirtiéndose en chef d'escadron (mayor de caballería) en 1849 y teniente coronel en 1850. Tomó parte como coronel en la Guerra de Crimea, y después de la batalla de Inkerman recibió el rango de general de brigada.
En 1863 fue ascendido a general de división. Cuando la Guerra franco-alemana comenzó en 1870, de Cissey recibió el comando divisional en el ejército del Rin, y fue incluido en el rendimiento del ejército de Bazaine en Metz. Fue liberado del cautiverio solo después del fin de la guerra, y a su regreso fue inmediatamente contratado por el gobierno de Versalles para dirigir al ejército en la supresión de la Comuna de París de 1871, una labor en cuya ejecución mostró gran rigurosidad.
Desde julio de 1871 de Cissey se ubicó como diputado, y se había convertido ya en ministro de guerra. Ocupó este puesto en diversas ocasiones durante el periodo crítico de la reorganización del ejército francés y sirvió brevemente como primer ministro de Francia de 1874 a 1875. En 1875, fue elegido como senador vitalicio. En 1880, mientras que mantenía el control del cuerpo militar XI en Nantes, fue acusado de tener relaciones con una cierta Baronesa Kaula, quien se decía que era una espía de parte de Alemania, hecho que lo llevó a ser destituido del cargo. Posteriormente se presentó una investigación que resultó a favor de Cissey en 1881.

## Gabinete de Cissey, 22 de mayo de 1874 - 10 de marzo de 1875
- Ernest Courtot de Cissey - Presidente del Concejo y Ministro de guerra
- Louis Decazes - Ministro de asuntos externos
- Oscar Bardi de Fourtou - Ministro de Interior
- Pierre Magne - Ministro de Finanzas
- Adrien Tailhand - Ministro de Justicia
- Louis Raymond de Montaignac de Chauvance - Ministro de Marina y de las Colonias
- Arthur de Cumont - Ministro de Educación Pública, de Bellas Artes y de Culto
- Eugène Caillaux - Ministro de Trabajo Público
- Louis Grivart - Ministro de Agricultura y Comercio

Cambios
- 20 de julio de 1874 - El Barón de Chabaud-Latour sustituyó a Fourtou como Ministro de Interior. Pierre Mathieu-Bodet sustituyó a Magne como Ministro de Finanzas.